# Franz Ehrlich
Franz Josef Ehrlich (* 28. Dezember 1907 in Leipzig-Reudnitz; † 28. November 1984 in Bernburg (Saale)) war ein deutscher Architekt, Innenarchitekt, Designer und Künstler. Der Gebäudekomplex des Funkhauses Nalepastraße, von 1952 bis 1990 Sitz des Rundfunks der DDR, gilt als sein baukünstlerisches Hauptwerk, steht unter Denkmalschutz und ist in wesentlichen Teilen einer Besucheröffentlichkeit zugänglich.

## Leben

### Herkunft
Franz Ehrlich wurde als zweites Kind und erster Sohn des Mechanikers Franz Ehrlich und dessen Ehefrau Elisabeth in Leipzig-Reudnitz geboren, er wuchs dort im Haus Dresdner Straße 68 auf. 1914–1922 besuchte er die Volksschule am Täubchenweg. Dem Vorbild seines Vaters folgend, absolvierte er eine Ausbildung zum Maschinenschlosser. Um sich weiterzubilden, besuchte er die Sonntags- und Abendgewerbeschule der Polytechnischen Gesellschaft Leipzig und kurzzeitig auch die Technischen Lehranstalten der Stadt Leipzig.
Er wuchs im proletarischen Milieu des sogenannten „roten Ostens“ von Leipzig auf und wurde in der Zeit nach dem Ersten Weltkrieg politisiert. Zentrale Erlebnisse seiner Jugend waren die Kämpfe zur Abwehr des Kapp-Putsches und die Großdemonstrationen nach dem Mord an Walter Rathenau. Mit dem Beginn seiner Ausbildung trat er in die Deutsche Metallarbeitergewerkschaft ein und war 1925 auch Mitglied der Sozialistischen Arbeiter-Jugend (SAJ). Sein Vater war SPD-Mitglied.

### Bauhaus
1923 begann er sich für das Bauhaus und das Neue Bauen zu interessieren. Nachdem er das Plakat für die Bauhauswoche auf dem Leipziger Hauptbahnhof gesehen hatte, wanderte er zu Fuß nach Weimar, besuchte die Theateraufführungen, Konzerte und die Bauhausausstellung. Nach dem Abschluss der Lehre, Weiterbildung an Abend- und Sonntagsschulen und einer Phase der Arbeitslosigkeit studierte Ehrlich ab 1927 am Bauhaus Dessau. In der plastischen Werkstatt Joost Schmidts, in der Ehrlich den Großteil seines Studiums verbrachte, schuf er mit Heinz Loew (1903–1981) „das Modell eines totalen Theaters, das über eine zentrale Welle den gesamten Bühnenmechanismus als ‚Raummaschine‘ funktionieren ließ. Anschließend entstanden in der Werkstatt in Originalgröße ein mechanisches Schaufenster und als Modell ein drehbares Haus mit ausfahrbaren Geschossen.“ 1929 legte Franz Ehrlich die Gesellenprüfung als Tischler ab und beendete eine Lehre als Wand- und Dekorationsmaler ohne Abschluss. Mitarbeiter am Bauhaus mit 30 Reichsmark Entgelt und Nutzung eines Frei-Ateliers.

### Antifaschistischer Widerstand
1930 verließ er das Bauhaus, wurde Mitglied der KPD und versuchte sich als freier Gestalter zu etablieren. Er gründete mit Heinz Loew und Fritz Winter in Berlin das Studio Z, ein Designstudio für Ausstellungsgestaltung, das jedoch keinen ökonomischen Erfolg hatte. 1933 arbeitete er freiberuflich in Leipzig. 1934 bekam er eine halbe Stelle als freier Mitarbeiter in der Grafikabteilung des Verlags Otto Beyer.
Nach der Machtübernahme der Nationalsozialisten schloss sich Ehrlich dem antifaschistischen Widerstand an und beteiligte sich an der Herstellung der illegalen Zeitschrift Die junge Garde. Im August 1934 wurde er verhaftet und 1935 mit einer Reihe von weiteren Angeklagten wegen „Vorbereitung zum Hochverrat“ zu drei Jahren Zuchthaus verurteilt.

### Zuchthaus und Buchenwald

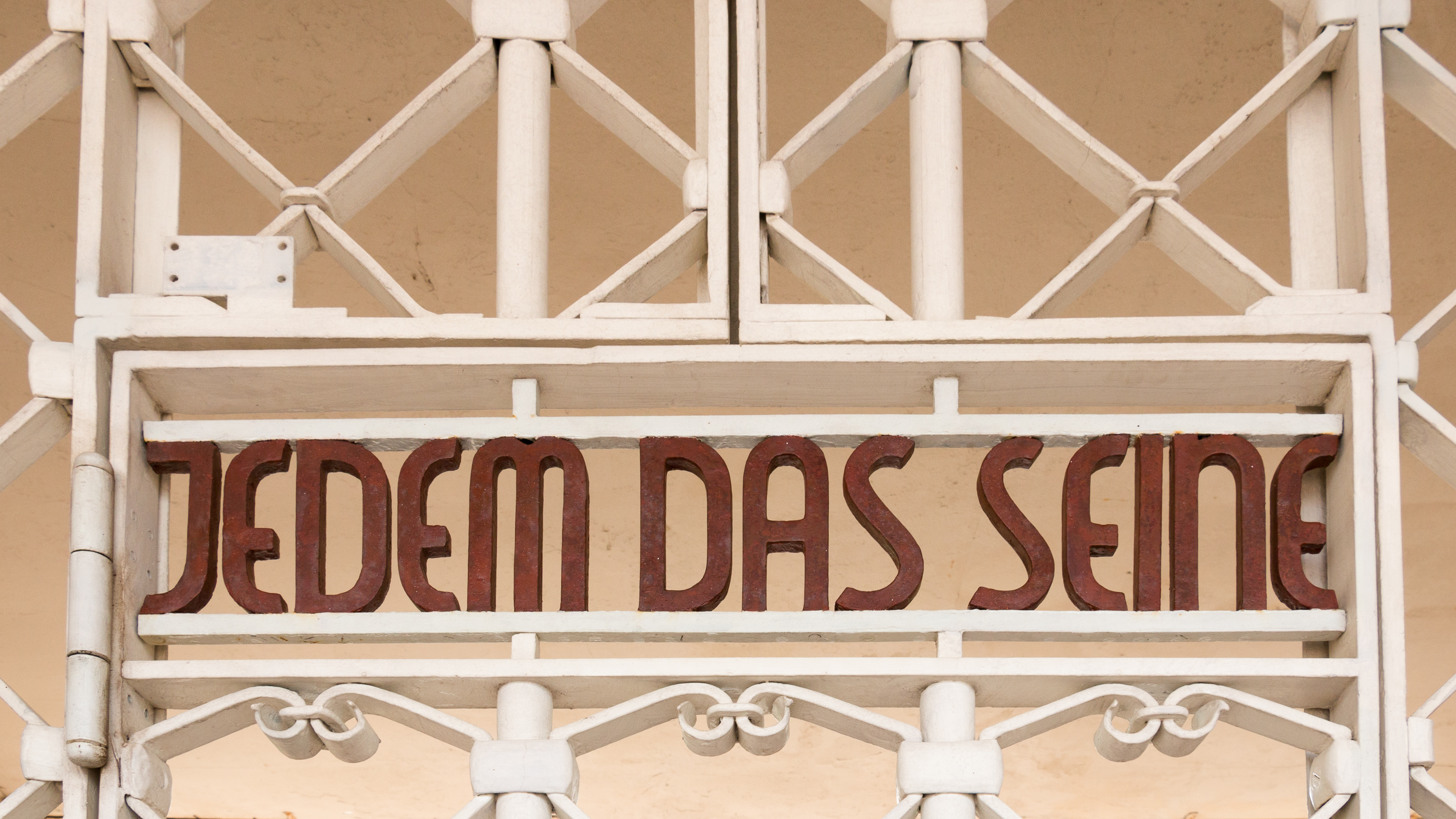
Inschrift Jedem das Seine am Tor des Schutzhaftlagers im KZ Buchenwald

Zunächst im Zuchthaus Waldheim inhaftiert, verbrachte er die meiste Zeit seiner Haftstrafe im Zuchthaus Zwickau. Im August 1937 wurde er entlassen, aber direkt in Schutzhaft genommen. Am 2. September 1937 wurde Ehrlich als politischer Häftling in das im Aufbau befindliche KZ Buchenwald eingeliefert, wo er im Steinbruch arbeiten musste. Nach kurzer Zeit fand er Anschluss an den Lagerwiderstand und kam ins Tischlereikommando. Ab Anfang 1938 leistete er Zwangsarbeit im Baubüro Buchenwald. Während seiner Haftzeit gestaltete er unter anderem das Tor des Häftlingslagers mit der Inschrift Jedem das Seine.

### Zivilangestellter der SS
Im Oktober 1939 erfolgte seine Entlassung aus der Haft. Als „wehrunwürdig“ wurde er nicht zum Wehrdienst eingezogen. Statt nach Leipzig zurückzugehen, blieb er in Weimar-Buchenwald und begann als Zivilangestellter der SS im Baubüro Buchenwald, das auch als SS-Neubauleitung bezeichnet wurde und eine Dienststelle des SS-Hauptamts Haushalt und Bauten (HAHuB) war. Ehrlich arbeitete 1939/1940 in Buchenwald unter dem SS-Lagerarchitekten Wolfgang Grosch. Unter anderem war er im Baubüro maßgeblich am Entwurf der Ettersberg-Siedlung (Führersiedlung II) beteiligt. 1941 wechselte Ehrlich ins HAHuB, die Berliner Zentrale des SS-Bauwesens. Ab Februar 1942 war er als Zivilangestellter in der Amtsgruppe C (Bauwesen) des neu gegründeten SS-Wirtschaftsverwaltungshauptamts tätig, bis er 1943 doch zum Kriegsdienst eingezogen wurde.

### Strafbataillon 999
Ehrlich musste seinen Kriegsdienst beim Strafbataillon 999 leisten, seine Ausbildung erfolgte auf dem Heuberg. Im Anschluss wurde seine Einheit in Amalias in Griechenland stationiert, zog sich dann über den Balkan zurück und geriet mit Kriegsende unweit der heutigen kroatisch-serbischen Grenze in jugoslawische Kriegsgefangenschaft. Ehrlich erreichte den Rang eines Oberschützen und wurde mit dem Kriegsverdienstkreuz und dem Eisernen Kreuz II. Klasse ausgezeichnet. Im Kriegsgefangenenlager Pančevo bei Belgrad traf er einige ihm bekannte kommunistische Genossen wieder.

### Sowjetische Besatzungszone
Bereits nach einem Jahr Kriegsgefangenschaft kehrte Franz Ehrlich im Juni 1946 nach Deutschland zurück. Er wurde als Verfolgter des Naziregimes anerkannt und trat in die Sozialistische Einheitspartei Deutschlands (SED) ein. Von Herbst 1946 bis Ende 1947 war er Referent für Wiederaufbau beim Oberbürgermeister von Dresden. Von 1948 bis 1950 betrieb er ein Architekturbüro in Dresden.

### Deutsche Demokratische Republik
Ab Ende der 1940er-Jahre war er, wie beispielsweise auch Selman Selmanagić, künstlerischer Mitarbeiter der Deutschen Werkstätten Hellerau (DWH). In der DDR konnte sich Ehrlich erfolgreich als Möbeldesigner und Innenarchitekt etablieren. Daneben strebte er auch eine Karriere als Stadtplaner und Architekt an und betätigte sich als Künstler. Seine Projekte realisierte er überwiegend mit den DWH. Die von ihm entworfene Möbel-Typenserie „602“ – die von Walter Ulbricht während der Leipziger Messe kritisiert wurde – wurde zwischen 1957 und 1967 in größeren Stückzahlen produziert. An den DWH stellte er seine Vielseitigkeit als Designer durch innenarchitektonische Entwürfe, Gestaltungen von Ausstellungsarchitekturen und Messeständen sowie einer Vielzahl von Einzelmöbeln und Möbelserien unter Beweis.
In den 1950er-Jahren baute er die Ruine der Deutschen Bank für das Ministerium des Inneren der DDR wieder auf, fertigte den ersten Entwurf für die „erste sozialistische Stadt Deutschlands“, das spätere Eisenhüttenstadt, und errichtete das Funkhaus Nalepastraße in Berlin-Oberschöneweide sowie das Institut für kortiko-viszerale Pathologie und Therapie auf dem Gelände der Heilanstalten in Berlin-Buch. In den Bauten in Oberschöneweide und Buch sind von Franz Ehrlich entworfene Einbauten und Wandvertäfelungen sowie teilweise auch Möbel aus den DWH erhalten und stehen unter Denkmalschutz.
Ehrlich war, teilweise parallel, ab 1953 als Architekt für das Staatliche Rundfunkkomitee der DDR, ab 1954 für das Ministerium für Außen- und innerdeutschen Handel, ab 1956 für das Ministerium für Post- und Fernmeldewesen der DDR und ab 1959 für die Forschungsgemeinschaft der Akademie der Wissenschaften tätig. Viele seiner Entwürfe wurden nicht ausgeführt. Oftmals wurden ihm aber auch im Nachhinein Gebäude zugeschrieben, die er nicht entworfen hat, zum Beispiel das Sendezentrum des Deutschen Fernsehfunks (auch Fernsehzentrum) in Berlin-Adlershof, das von Wolfgang Wunsch stammt.
1963 schuf der Ministerrat der DDR die Stelle eines Chefarchitekten beim Leipziger Messeamt, die mit Ehrlich besetzt wurde. Die Ehrlich-Biografen Borries und Fischer zeigen, dass Ehrlich diese Position erhielt, nachdem sich ein Hauptabteilungsleiter des Ministeriums für Staatssicherheit, der ihn 1954 als IM angeworben hatte, in einem persönlichen Gespräch mit dem Minister für Außenwirtschaft Julius Balkow für Ehrlichs Verwendung im Geschäftsbereich des Ministeriums eingesetzt hatte. Angedacht war, dass der Chefarchitekt anlässlich des 800-jährigen Bestehens der Leipziger Messe 1965 eine Jubiläums-Ausstellung gestalten und eine Perspektive für die zukünftige bauliche Entwicklung des Geländes der Technischen Messe entwerfen sollte. Ehrlich konnte sich aber wohl nicht ins Kollektiv einpassen. Anfang 1966 schlossen das Leipziger Messeamt (LMA) und Ehrlich einen Aufhebungsvertrag. Ehrlich erhielt infolge eine Zulassung als freier Architekt – und arbeitete auf Honorarbasis u. a. weiter für das LMA. Vor allem aber bekam er vermehrt Aufträge für die innenarchitektonische Gestaltung von Handelspolitischen Abteilungen (Außenhandelsvertretungen). Ein Handelshochhaus für Moskau, an dem er bis Anfang der 1970er-Jahre arbeitete, wurde – wie die überwiegende Mehrzahl seiner Entwürfe – nicht ausgeführt.
Von 1966 bis 1968 war Franz Ehrlich an der von seinem Bruder Willi Ehrlich, dem Direktor des Goethe-Nationalmuseums Weimar, geleiteten Rekonstruktion des Goethe-Theaters in Bad Lauchstädt beteiligt. Das von ihm entworfene Interieur sowie die Bühnentechnik des Theaters und des spätbarocken Kursaals sind erhalten. Mitte der 1970er-Jahre erhielt Franz Ehrlich als Rentner, auch protegiert durch den Präsidenten der Leopoldina, eine gut dotierte Anstellung an der Akademie der Wissenschaften der DDR als Beratender Architekt des Präsidenten, die er bis 1982 innehatte.
Als Zeichner und Bildhauer war Ehrlich bis in die 1980er-Jahre weniger bekannt. Seine oft dreidimensionalen Zeichnungen sind vor allem Vorstudien der Detailformen seiner Außen- und Innenarchitektur, die Skulpturen oft streng und auf die Grundformen reduziert. Sein künstlerischer Nachlass wird heute im Archiv der Stiftung Bauhaus Dessau verwahrt.

## Werk (Projekte und Projektbeteiligungen in Auswahl)
Im Zuchthaus Zwickau
- 1935–1937: Serie Blätter aus der Haft[12]

Als Referent für Wiederaufbau beim Oberbürgermeister der Stadt Dresden (Walter Weidauer)
- 1947: Wiederaufbau des Schauspielhauses („Großes Haus“) in Dresden, erste Theater-Rekonstruktion der Nachkriegszeit in der Sowjetischen Besatzungszone

Als Freischaffender Architekt mit eigenem Büro in Dresden (1948–1950)
- 1947–1950: Organisation und Gestaltung der Kollektivstände von volkseigenen Betrieben verschiedener Industriebereiche auf der Leipziger Messe
- 1948/1949: Entwurf des Druckhaus Prasa in Warszawa, Volksrepublik Polen
- 1949/1950: Umbau der Ruine der Deutschen Bank in Berlin-Mitte für das Ministerium des Inneren
- Entwurf und Oberbauleitung der ersten Polizeischulen in Döbeln, Pirna und Torgelow
- Bauten für die Grenzpolizei
- Umbau und Inneneinrichtung der Landesparteischule der SED in Meißen
- verschiedene Inneneinrichtungen und Möbelentwürfe für Ministerien und Verwaltung

Als Künstlerischer Mitarbeiter des VEB Deutsche Werkstätten Hellerau
- ca. 1950: verschiedene Möbelentwürfe (u. a. Kinderzimmer)
- ca. 1955: Entwurf und Bauleitung eines Industrieladens für den Möbelverkauf der Deutschen Werkstätten Hellerau
- ca. 1956: Entwurf der Möbelserie „602“ (Produktion ab 1957; eines seiner Hauptwerke)
- ca. 1957: Entwicklung zerlegbarer Typen-Möbel für Hochschulen in Zusammenarbeit mit dem Institut für Elektromaschinen an der Technischen Hochschule Dresden
- 1958: Einrichtung des Senatssaals der Technischen Hochschule Dresden
- 1958: Umbau und Einrichtung des Schwurgerichtssaals in Dresden
- 1962: Einrichtung einer Muster-Wohnung im Experimentalplattenbau P2 im Rahmen der Ausstellung „Neues Leben - Neues Wohnen“ in Berlin-Fennpfuhl

Als Technischer Direktor (Januar bis Juli 1950) bzw. Künstlerischer Direktor (Juli 1950 bis Dezember 1951) beim VVB Industrie-Entwurf Berlin
- Eisenhüttenkombinat Ost, Stalinstadt
- Eisenhüttenkombinat West, Calbe
- Kraftwerk Vockerode
- Werften in Wismar, Rostock und Stralsund
- Ausrüstungen für Bergbau und Schwerindustrie (ABUS), Wildau
- Bergmann-Borsig, Berlin-Wilhelmsruh
- Ausbau des Bürohauses des VVB Industrie-Entwurf Berlin, Am Köllnischen Park 1
- Entwurf für ein Redaktions- und Druckhaus für die Zeitung „Neues Deutschland“ in Berlin (nicht ausgeführt)
- Ausbau und Einrichtung von Empfangsräumen der Kulturkommission für die Weltfestspiele in Berlin
- Zweijahresschule des VEB Mansfeld-Kombinat „Wilhelm Pieck“ in Eisleben (Zuschreibung nach Landesdenkmalliste)

Als Beauftragter des Staatlichen Rundfunkkomitees (1951–1956/1957)
- 1951–1956: Funkhaus Nalepastraße (Komplex der Aufnahme-, Studio-, Sozial- und Verwaltungsgebäude des Staatlichen Rundfunkkomitees der DDR) in Berlin-Oberschöneweide[13]

Als Architekt für das Ministerium für Außenhandel und innerdeutschen Handel bzw. der Handelskammer
- 1954–1957: Handelszentrum in Peking, Volksrepublik China
- ab 1958: Innenarchitektur für Handelsvertretungen der DDR in Budapest, Moskau, Belgrad, Prag, Helsinki, Bukarest, Neu-Delhi, Kairo, Jakarta, Paris, Düsseldorf und Brüssel

Im Auftrag des Magistrats von Groß-Berlin
- 1956/1957: Entwurf und Oberbauleitung des Instituts für Kortiko-Viszerale Pathologie und Therapie in Berlin-Buch

Im Auftrag des Kulturbundes der DDR
- 1957/1958: Entwurf und Bauleitung für den Umbau des Clubs der Kulturschaffenden „Johannes R. Becher“ in Berlin

Als Architekt der Forschungsgemeinschaft der Akademie der Wissenschaften der DDR (1959–1961)
- 1960–1963: Institut für Festkörperphysik und Elektronenmikroskopie an der Martin-Luther-Universität in Halle

Als Chefarchitekt der Leipziger Messeamts (1963–1965)
- 1963: Messepavillon auf der Industrieausstellung in Colombo, Ceylon
- 1965: Messehalle und Verwaltungskomplex in Zagreb

Im Auftrag der Nationalen Forschungs- und Gedenkstätten der klassischen deutschen Literatur, Weimar (1959–1975)
- 1959/1960: Gestaltung des Goethe-Nationalmuseums in Weimar
- 1962–1964: Johannes-R.-Becher-Gedenkstätte und Archiv in Berlin
- 1966: Rekonstruktion des Goethe-Theaters in Bad Lauchstädt
- Entwurf für Schillermuseum in Weimar
- Entwurf für ein Tagungshaus auf dem Frauenplan in Weimar

Einfamilienhäuser
- 1962: Wohnhaus für Rudolf Baumann in Berlin (abgerissen)
- 1966: Wohnhaus für Prof. Steinbrück in Berlin (erhalten)
- Entwurf eines Wohnhauses für Gerhard Bosse in Leipzig (nicht ausgeführt)
- Wohnhaus Bogdanoff in Dresden-Weißer Hirsch

Sonstiges
- Geschirrserie Angelika (angeblich aufgrund staatlicher Intervention als „westlich dekadent“ nicht in Produktion gegangen)
- 1953: Landwirtschaftsausstellung in Markkleeberg
- 1957: Gestaltung des Messestands des Sportverlags der DDR auf der Leipziger Messe
- 1957: Entwurf eines Schnellzugwaggons für den VEB Waggonbau Görlitz
- ab 1965: Geigenbilder
- 1966: Wohnanlage mit Kindergarten für die Handelspolitische Abteilung der DDR in Helsinki
- 1967–1973: Gebäude für die Vertretung der Kammer für Außenhandel der DDR in Brüssel (nicht gesichert)
- 1978: Bühnenbild und Kostüme für eine Aufführung von „Acis und Galatea“ der Deutschen Staatsoper Berlin im Rokoko-Theater des Neuen Palais, Potsdam

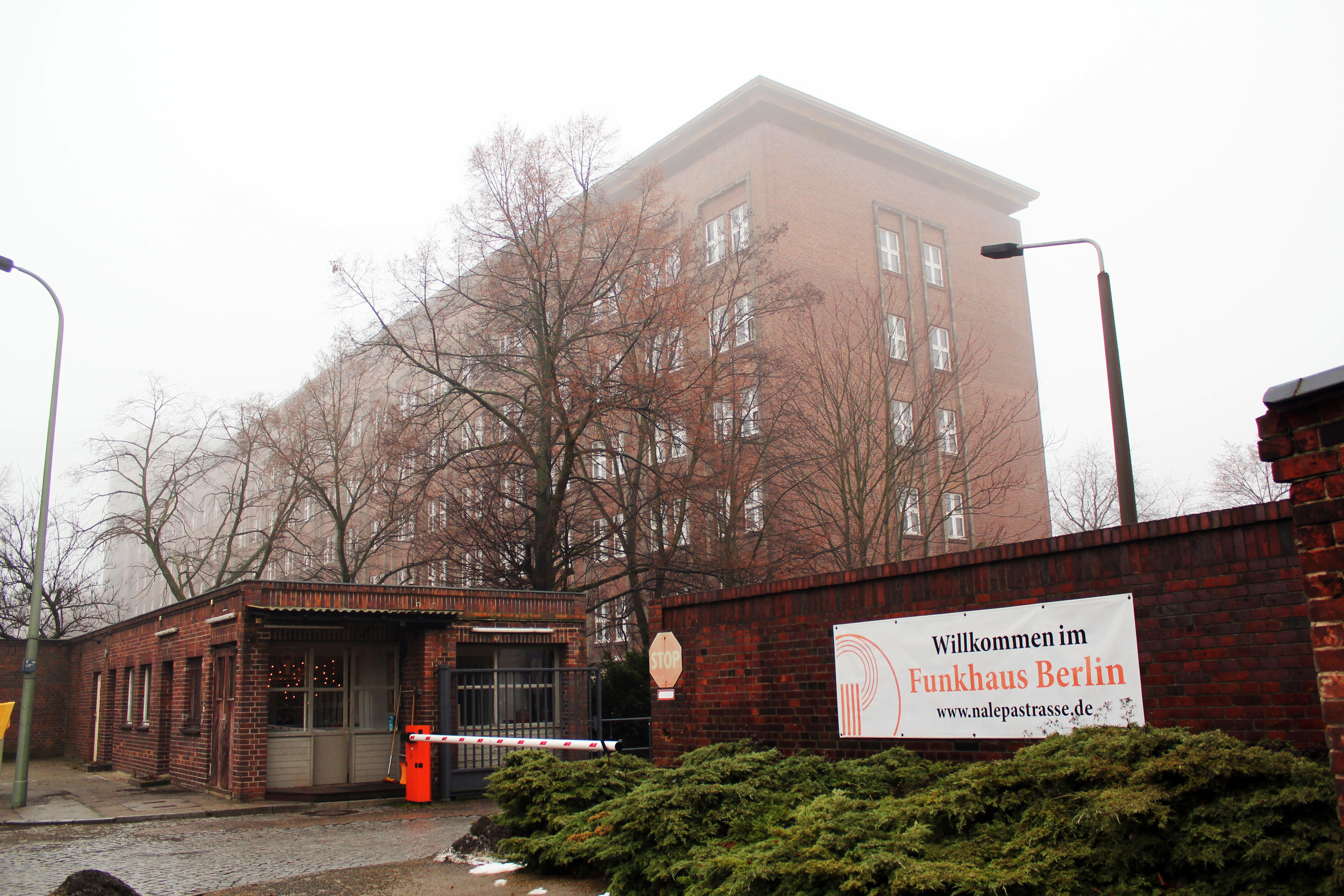
Funkhaus Nalepastraße in Berlin-Oberschöneweide
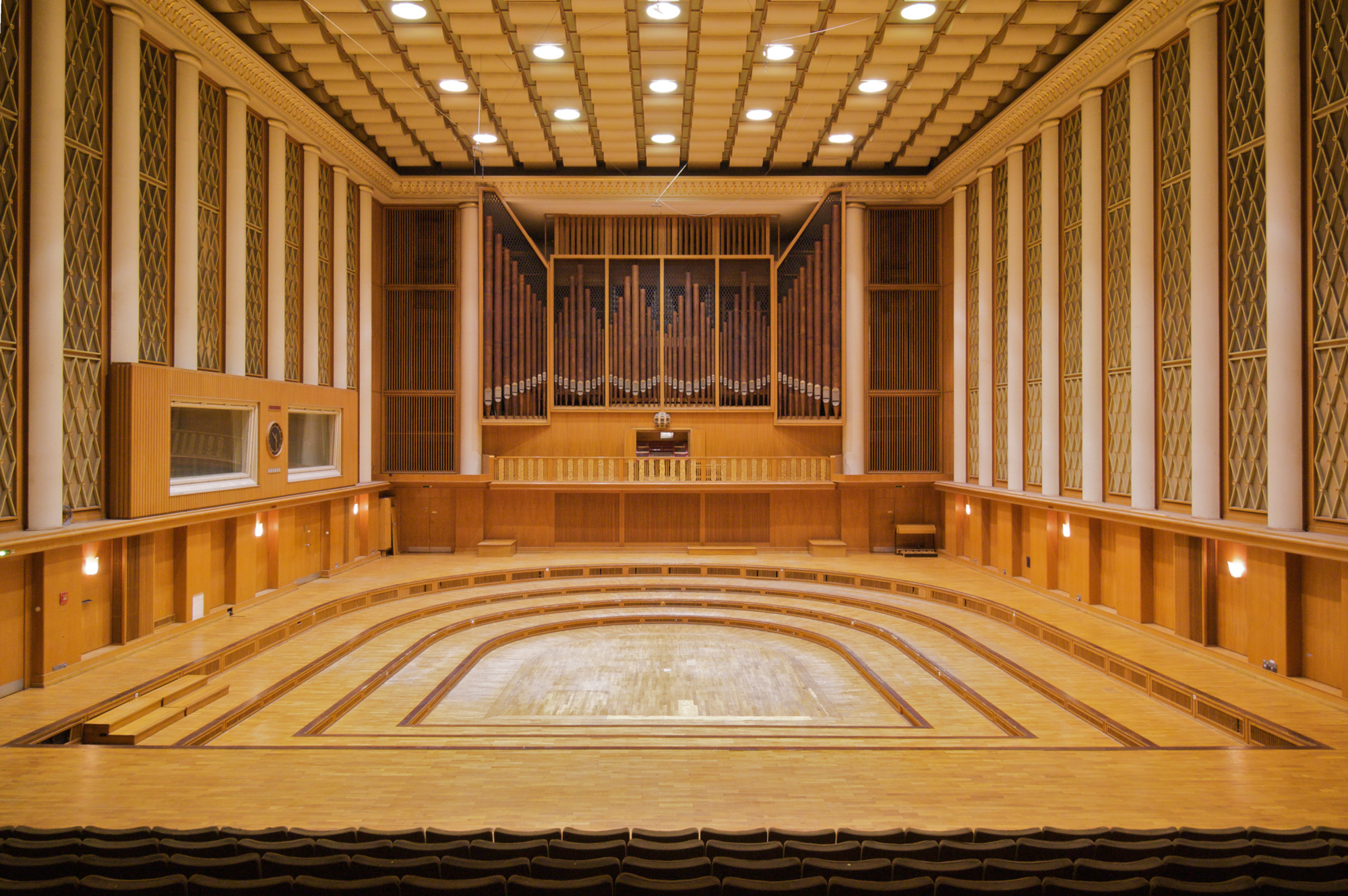
Großer Sendesaal im Funkhaus Nalepastraße
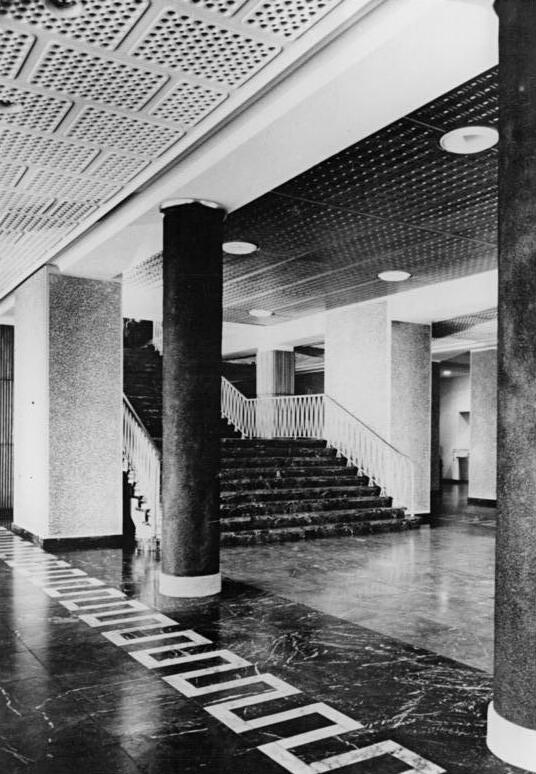
Foyer des Funkhauses
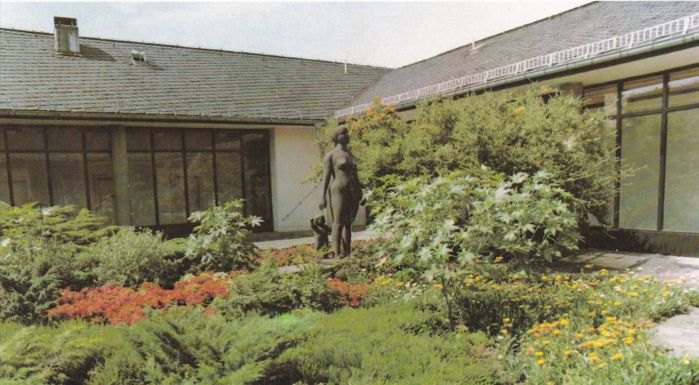
Innenhof des Instituts für kortiko-viszerale Pathologie und Therapie in Berlin-Buch

## Auszeichnungen
- 1957: Verdienter Techniker des Volkes
- 1958: Medaille für Kämpfer gegen den Faschismus 1933 bis 1945
- 1960: Goethe-und-Schiller-Medaille in Silber der Nationalen Forschungs- und Gedenkstätten der klassischen Deutschen Literatur (NFG), Weimar
- 1964: Johannes-R.-Becher-Medaille des Deutschen Kulturbundes in Silber
- 1968: Goethe-und-Schiller-Medaille in Gold der NFG
- 1971: Ehrensenator der Hochschule für Musik Leipzig
- 1973: Vaterländischer Verdienstorden in Bronze
- 1976: Ehrenmedaille des Komitees der antifaschistischen Widerstandskämpfer der DDR
- 1976: Medaille „50 Jahre Bauhaus Dessau 1926–1976“
- 1978: Vaterländischer Verdienstorden in Silber
- 1983: Vaterländischer Verdienstorden in Gold

## Zitat
„Für mich ist Schönheit nichts Zusätzliches, sondern sie ergibt sich aus der Zuordnung der Räume zueinander, aus einer der konstruktiven Notwendigkeiten folgenden ästhetischen Formung der tragenden und getragenen Teile, aus den Beziehungen der Öffnungen zur Wand und aus dem Erfassen der in der Struktur des Materials und in den Möglichkeiten der Farbe liegenden Werte.“

## Postume Ehrung
Am 11. September 2002 wurde die Straße von der Rudower Chaussee zur Ernst-Augustin-Straße in 12489 Berlin-Adlershof zur Franz-Ehrlich-Straße benannt.

## Bewertung

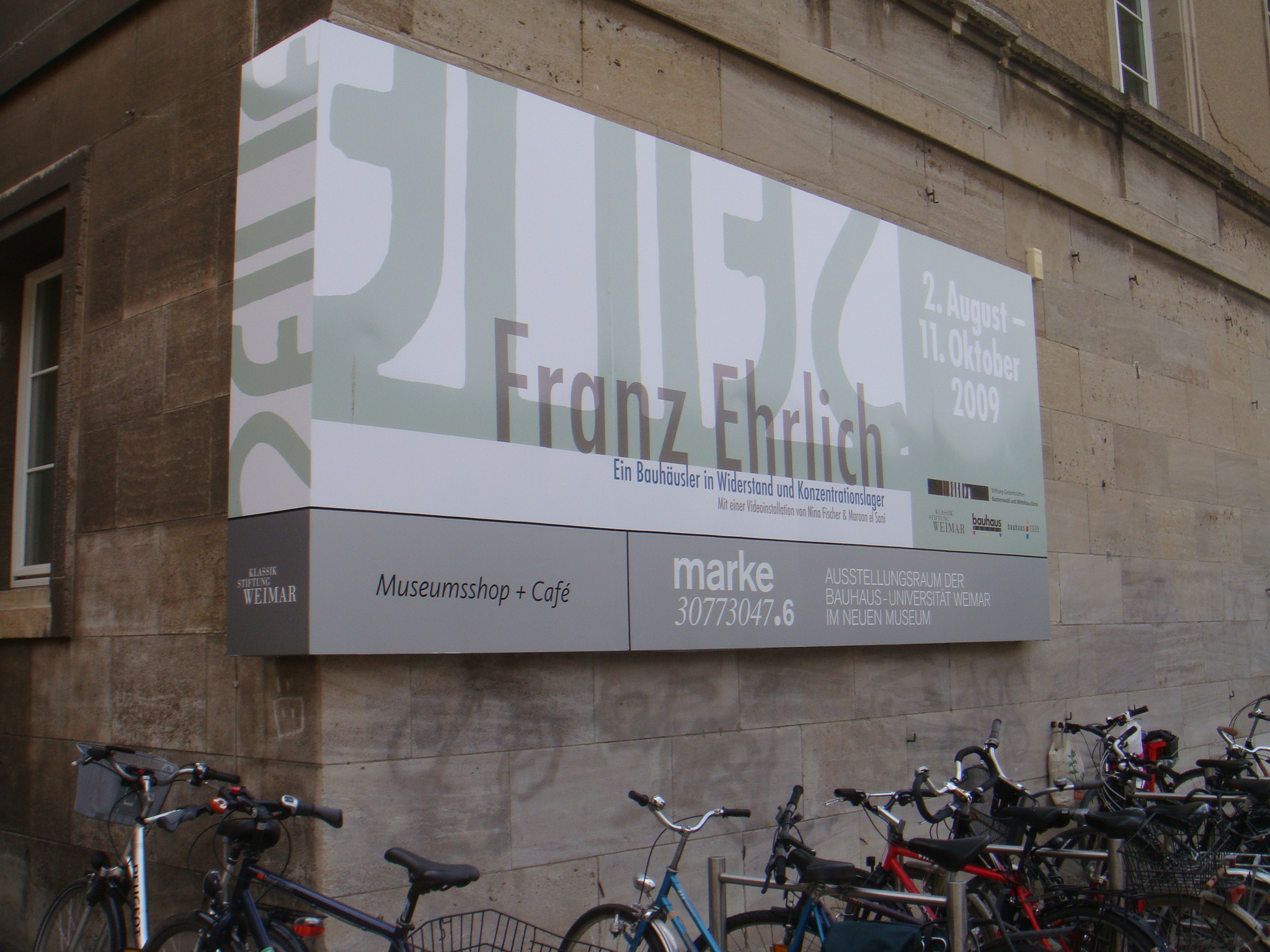
Plakat zur Ehrlich-Ausstellung im Neuen Museum Weimar 2009

Franz Ehrlich war zu Lebzeiten umstritten. Anfang der 1950er-Jahre wurde ihm sein Festhalten am Bauhaus vorgeworfen und er wurde des Formalismus bezichtigt. Seine Tätigkeit in der Grauzone zwischen Widerstand und Kollaboration im Baubüro des KZ Buchenwald und später als Zivilangestellter im SS-WVHA schwebten wie ein Damoklesschwert über ihm.
In den 1970er-Jahren, mit der umfassenden Vereinnahmung des Bauhauses als Vorläuferin von Städtebau, Architektur und Design in der DDR durch den Ministerrat, bekamen Franz Ehrlichs künstlerische Arbeiten aus Bauhaus, Zuchthaus und Konzentrationslager Aufmerksamkeit. Die angestrebte Anerkennung seines Schaffens zu DDR-Zeiten blieb ihm versagt. Letztlich war er immer den politisch motivierten Normen des sozialistischen Staates angepasst, auch wenn er die Entwicklung des Bauwesens in der DDR durchaus kritisch kommentierte.
Mit dem Ende der DDR wurde Franz Ehrlich von westdeutschen Architekturhistorikern als vielseitiger Architekt und Designer, der die Architekturentwicklung der DDR mitgeprägt hätte, überhöht. Er sei einer der wenigen Architekten gewesen sei, die eine gewisse Eigenständigkeit in der Formensprache bewahren konnten. Der Architekturkritiker Dieter Hoffmann-Axthelm beschreibt Ehrlich als Architekten auf dem schmalen, aber möglichen Grat „zwischen Bauhausmoderne und Gestaltkonservatismus“.
In den 2010er-Jahren wurde offenkundig, dass Franz Ehrlich im Frühjahr 1954 von der Hauptabteilung Volkswirtschaft des SfS angeworben und vom MfS bis 1975 als IM geführt wurde. Nach Darstellung des MDR-Journalisten Erices habe Ehrlich weitgehend selbst bestimmen können, was er an Informationen weitergab und habe die Stasi für seine beruflichen Belange benutzt.
In den 2020er-Jahren wurde eine Biografie über Ehrlich veröffentlicht, in der die Autoren ihn nicht nur wegen seines gestalterischen Werks, sondern vor allem wegen seines hoch komplexen Lebenswegs für relevant halten. Sie arbeiteten heraus, dass Bauhaus und Buchenwald, diese Symbole zweier ungleicher Moderneentwürfe, Ehrlichs Leben nachhaltig prägten. Sie reflektieren über die Widersprüche in Ehrlichs Leben, die beispielhaft für den Totalitätsanspruch und die Ambivalenzen der Moderne und das Verhalten von Menschen im Allgemeinen sind.

## Ausstellungen (unvollständig)

### Einzelausstellungen
- 1958: Club der Kulturschaffenden, Jägerstraße in Berlin; Ehrlich-Ausstellung im von ihm geschaffenen neuen Ausstellungsraum des Clubs
- 1980: Galerie am Sachsenplatz in Leipzig; bauhaus 4. Franz Ehrlich, die frühen Jahre, Arbeiten der Jahre 1927-1938. Aquarelle, Collagen, Malerei, Montagen, Objekte, Plastik, Zeichnungen
- 1982: Kunstgalerie Comenius des Kulturbundes in Dresden; kunst zu gestaltung zu planung zu typ zu kunst – franz erhlich 1928-1982 (Kurator: Diether Schmidt)

### Ausstellungsbeteiligungen
- 1958: Vierte Deutsche Kunstausstellung in Dresden
- 1976: Galerie am Sachsenplatz in Leipzig; das bauhaus
- 1977: Galerie am Sachsenplatz in Leipzig; bauhaus 2
- 1978/1979: Altes Museum in Berlin; Revolution und Realismus. Revolutionäre Kunst in Deutschland 1917 bis 1933
- 1978: Galerie am Sachsenplatz in Leipzig; bauhaus 3 und Collagen, Montagen, Frottagen von Künstlern der DDR
- postum 1985: Albertinum in Dresden; Bekenntnis und Verpflichtung

### Postum
- 1986/1987: Bauhaus Dessau, Franz Ehrlich 1907-1984. Kunst und Gestaltung (Ausstellung anlässlich des 80. Geburtstags, vom 19. Dezember 1987 bis zum 26. Februar 1988)
- 2009: Neues Museum Weimar, Franz Ehrlich. Ein Bauhäusler in Widerstand und Konzentrationslager
- 2018: Deutsches Architekturzentrum in Berlin, ehrlichmonument
- 2024: Bauhaus Museum Weimar, Denkmal über Ehrlichkeit

## Audiowalk in der Gedenkstätte Buchenwald
2022 wurde in der Gedenkstätte Buchenwald ein Audiowalk zu Franz Ehrlich vorgestellt. Dieser führt zu verschiedenen Orten auf dem ehemaligen Lagergelände, die eine Verbindung zu Ehrlich haben. In dem Audiowalk, der kostenlos auf Mobiltelefone heruntergeladen werden kann, geht es auch um den Zusammenhang von moderner Gestaltung und nationalsozialistischer Politik.

## Film
- Die Spur der Schätze. Der Sessel des KZ-Kommandanten. Dokumentarfilm, Deutschland, 2013, 29 Min., Buch und Regie: Ute Gebhardt, redaktionelle Mitarbeit: Rainer Erices, Produktion: MDR, Reihe: Die Spur der Schätze, Erstsendung: 24. April 2013 bei MDR.[20]